# エーシーニールセン
エーシーニールセン（ACNielsen、1923年 - ）は、アメリカ合衆国のマーケティングリサーチ会社。ニールセン・カンパニーの一部門。本社をニューヨーク市に構えている。
主な業務は消費財市場における市場の実績、動向、成長性の調査確認である。

## 概要
1923年にアーサー・チャールズ・ニールセン・シニア（Arthur Charles Nielsen, Sr.）によって客観的で信頼に値するマーケティングや販売に影響する情報を顧客に提供する目的で設立された。1939年に海外展開を始め、現在は100を超える国で業務を行っている。社名はニールセン本人の名をそのまま用いたもの。
広く一般に知られるテレビの視聴率、ラジオの聴取率、新聞の読者数の調査を行う事業は1996年に本社からニールセン・メディア・リサーチ（NMR）に移管され、ニールセンMRはその後独立した会社となっていたが1999年にビルボードなどを傘下に持つオランダのVNU社によって買収された。
日本には1961年にニールセン日本支社を設置、1965年11月に日本法人「エーシーニールセン・コーポレーション株式会社」が設立された。日本で初めて機械によるテレビ視聴率の調査を開始した。ニールセンの日本進出には正力松太郎が支援を表明した。1994年に機械式個人視聴率調査を開始したが、このことで民放と対立した（詳細は「視聴率#歴史」を参照）。2000年に視聴率調査から撤退し、それ以後は日本の世帯視聴率調査は、電通の持分法適用会社で在京キー局、準キー局、一部のローカル局各テレビ局が株主に名を連ねるビデオリサーチが独占することになった。
エーシーニールセンはインターネットの視聴率調査を行うニールセン//ネットレイティングスと姉妹会社である。
なお、2007年1月より本社VNU社が「ニールセン・カンパニー/The Nielsen Company」に社名を変更した。これに伴い、5月1日より上記の日本法人も「ニールセン・カンパニー株式会社」（のちニールセン・カンパニー合同会社、法人番号：2010403007580）に社名を変更している。他には1999年にネットトレイディング株式会社として設立、2012年に社名変更したニールセン株式会社はさらにその後、ニールセンデジタル株式会社と改名し（法人番号：3011001041616）、兄弟会社として業務を分担している。